# Konsumenttjänstlagen
Den svenska Konsumenttjänstlagen (1985:716 ), gäller enligt 1 § vid avtal om tjänster som näringsidkare utför åt konsumenter i fall då tjänsten avser:
- arbete på lösa saker, till exempel reparation av en bil eller en tv, dock ej behandling av levande djur,
- arbete på fast egendom, på byggnader eller andra anläggningar på mark eller i vatten eller på andra fasta saker, till exempel vid husrenoveringar eller målningsarbeten,
- förvaring av lösa saker, till exempel magasinering av möbler eller förvaring av båt, dock ej förvaring av levande djur.

Lagen gäller enligt 2 § inte:
- tillverkning av lösa saker,
- installation, montering eller annat arbete som en näringsidkare utför för att fullgöra ett avtal om köp av en lös sak,
- arbete som till fullgörande av ett avtal om köp utförs för att avhjälpa fel i den sålda egendomen.

Den är i princip tvingande till konsumentens fördel.
Exempel på krav som ställs är att tjänsten skall vara genomförd fackmässigt, det vill säga arbetet skall vara utfört på ett sätt, som normalt förväntas av en seriös fackman. Tjänsteutövaren ska vidare ta tillvara konsumentens intressen och ge lämpliga råd samt samråda med denne så att det inte uppstår missförstånd, tillhandahålla det material som behövs för arbetet, såvida inte annat har avtalats, se till att tjänsten inte utförs i strid mot säkerhetsföreskrifter eller mot förbud i produktsäkerhetslagen eller marknadsföringslagen, avråda konsumenten från att låta utföra tjänsten om den inte är till rimlig nytta. Detta gäller även när tjänsten redan har börjat utföras. Uppfyller hantverkaren inte detta krav har han inte rätt till ersättning.